# Бой у кишлака Афридж
Бой у кишлака́ Афри́дж — боестолкновение подразделения советских пограничников с афганскими моджахедами в годы Афганской войны.
Во многих источниках данное событие упоминается как «Гибель Панфиловской заставы».

## Неоднозначность названия события
Вопреки устоявшемуся в разных источниках, иному названию события («Гибель Панфиловской заставы») — оно не соответствует действительности, поскольку в боестолкновении участвовала только половина личного состава заставы, а безвозвратные потери составили 40 % (19 убитых из 50).

## Историческая справка
После ввода советских войск в Афганистан, руководители СССР столкнулись с серьёзной ситуацией: советско-афганская граница с протяжённостью в 1500 километров с государством, в котором шла полномасштабная гражданская война, и которое граничило с тремя советскими республиками, фактически не имела должной защиты. Так как штатная группировка Пограничных войск не могла контролировать ситуацию на государственной границе находясь по одну сторону от неё. Большинство опорных пунктов правительственных пограничных войск Афганистана, фактически было разгромлено оппозицией. Для оперативного реагирования на изменяющуюся обстановку в приграничной зоне — требовалось наличие группировки пограничных войск на территории Афганистана.
С этой целью штаты пограничных отрядов (6 отрядов Краснознамённого Среднеазиатского пограничного округа и 1 отряд Краснознамённого Восточного пограничного округа), чьи зоны ответственности находились на советско-афганской границе, были увеличены и дополнены внештатными подразделениями.
После ввода в декабре 1979 года в Афганистан советских войск, 8 января 1980 года в северные провинции ДРА были введены первоначально 2 сводных боевых отряда. Впоследствии, в северные провинции Афганистана были отправлены мотоманевренные группы (сокращённо ММГ) пограничных войск КГБ СССР, которые рассредоточились сторожевыми заставами на удалении до 100 километров от границы. Данные формирования были созданы в Среднеазиатском, Восточном, Северо-Западном, Прибалтийском, Закавказском, Забайкальском, Дальневосточном и Тихоокеанском пограничном округах.
Из дислокации пограничных отрядов на территории СССР, в Афганистан для проведения операций по ликвидации афганских моджахедов, регулярно на вертолётах отправлялись десантно-штурмовые маневренные группы (дшмг). По организационно-штатной структуре ммг соответствовала батальону. В общем, от шести пограничных отрядов было сформировано 31 ммг, а также 7 дшмг (по одной от каждого пограничного отряда Среднеазиатского пограничного округа, и одна — от Оперативно-войсковой группы Восточного пограничного округа).
Оперативно-войсковой группе Восточного пограничного округа (ОВГ КВПО), штаб которой находился в н.п. Ишкашим, достался участок ответственности в виде приграничных районов афганской провинции Бадахшан, которая находилась по другую сторону реки Пяндж от Горно-Бадахшанской автономной области Таджикской ССР.
Пограничные заставы мотоманевренных групп действовавших на территории Афганистана комплектовались личным составом из других пограничных отрядов, дислоцированных на территории СССР. К комплектованию пограничной заставы № 17 (условное наименование — «площадка № 17») мотоманевренной группы Восточного округа привлекли офицеров и солдат из 49-го пограничного отряда, дислоцированного в г. Панфилов Талды-Курганской области Казахской ССР, которая отбыла из округа 16 октября 1985 года. В связи с прежним пунктом дислокации, данную заставу именовали «Панфиловской».
По прибытии в Афганистан, пограничная застава от Панфиловского отряда общей численностью 50 человек, под командованием капитана Владимира Рослова, заняла дислокацию в 3 километрах западнее кишлака Афридж, ниже по течению реки Зардев. До 22 ноября застава не покидала пункта дислокации.

## Ход боя

### Приказ на выдвижение
Осенью 1985 года руководство Восточного пограничного округа принимает решение о ликвидации отрядов моджахедов в ущелье реки Зардев. С этой целью в данный район стягивались дополнительные подразделения пограничников.
По одной из версий, 22 ноября приблизительно в 14:00 капитан Рослов получил устный приказ от неуказанного начальства, с пролетавшего над заставой вертолёта. Приказом требовалось совершить выдвижение на площадку № 13 (смежная пограничная застава), расположенную южнее кишлака Афридж на возвышенности, с целью соединения с ними и обеспечения безопасной высадки с вертолётов миномётного взвода.
По другой версии, капитану Рослову был отдан приказ на организацию засады.
Капитан Рослов принимает решение выдвигаться двумя отделениями и со своим заместителем капитаном Наумовым.
К 15:00 2 офицера и 23 солдата, снаряжённые зимним обмундированием, сухим пайком, со штатным вооружением и запасом боеприпасов покинули 17-ю площадку. По приказу Рослова на ней остались 24 солдата под управлением второго заместителя, капитана Заики.

### Выдвижение
Выдвижение группы Рослова происходило в светлое время суток. По пути следования группе встречались местные жители. Рослову требовалось провести группу по незнакомой местности. Маршрут продвижения должен был проходить по северной стороне ущелья, минуя кишлак Ярим и, не доходя до кишлака Джуйбар, вывести по мосту через реку Зардев на южную сторону ущелья возле кишлака Афридж. Далее предполагалось по окраине кишлака подняться на горный хребет в место дислокации 13-й площадки.
По мере продвижения Рослов понял, что заблудился, и через радиста попросил военнослужащих 13-й площадки дать ему целеуказание на правильный маршрут продвижения выстрелом из АГС-17. После целеуказания выяснилось, что группа существенно отклонилась от маршрута, далеко уйдя от места ближайшей переправы к кишлаку Афридж. С 13-й площадки было дано указание на спуск к реке и преодоление её вброд.

### Засада
В 17:20, когда наступали сумерки, к моменту, когда Рослов определился с местом преодоления реки и приказал группе спуститься к ней для преодоления вброд, по ним был открыт огонь из засады с противоположного южного берега, со стороны кишлака Афридж. Огонь был открыт отрядом полевого командира Башира, контролировавшего Афридж. Рослов приказал подчинённым рассредоточиться для обороны на двух террасах на северном склоне.
К этому времени со стороны кишлаков Ярим и Джуйбар, расположенных на северной стороне ущелья, во фланги атакованным пограничникам вышли отряды полевых командиров Юсуфа и Халиля и открыли по ним огонь. Первоначально пограничники по ошибке их приняли за «сарбозов» (представителей местной самообороны), спешивших им на подмогу. В итоге пограничники оказались в окружении, зажатые на двух террасах под крутым горным склоном с трёх направлений.

### Итоги боя
В ходе непродолжительной перестрелки были убиты 18 военнослужащих, включая обоих офицеров. 4 солдата, воспользовавшись наступающей темнотой, покинули поле боя. Раненых пограничников моджахеды добивали на месте, при этом двое раненых солдат выжили, притворившись мёртвыми, и сумели впоследствии выйти к своим. Единственный в группе солдат азиатской национальности был раненным уведён местными жителями с поля боя для дальнейшей расправы.
К 20:00 до пункта дислокации в 17-ю площадку удалось невредимыми вернуться 3 солдатам.
К 24:00 прибыл четвёртый по счёту выживший солдат, получивший ранение.
К 2:00 ночи 23 ноября к пункту дислокации приполз солдат, получивший 4 огнестрельных ранения. По его показаниям ещё один тяжелораненый солдат находился в 2 километрах от заставы. Его удалось эвакуировать только к утру.

### Подмога
При первых выстрелах начальник 13-й площадки капитан Трегубов принимает решение идти на подмогу к группе Рослова. Под его управлением группа из 50 пограничников в условиях наступающей темноты продвигается к месту засады. Но столкнувшись с плотным огнём моджахедов из кишлака Афридж, группа вынуждена была отступить.
Попытка двух вертолётов оказать помощь обороняющимся положительных результатов не дала, поскольку у вертолётчиков не было радиосвязи с окружёнными, необходимой для обозначения пограничниками своих позиций. После непродолжительного обстрела окраин Африджа вертолёты покинули поле боя.
Капитан Заика, оставшийся на 17-й площадке старшим, имел под командованием только 24 необстрелянных солдат, из которых в случае выдвижения на подмогу требовалось оставить некоторую часть на охрану и оборону пункта дислокации. Поэтому он принял решение не идти на подмогу в условиях темноты.
Из-за сложившихся обстоятельств поисково-спасательная операция по обнаружению убитых и выживших началась только к утру 23 ноября. Осуществлялась она силами двух усиленных застав от десантно-штурмовой маневренной группы Восточного пограничного округа.
На месте засады были обнаружены 18 тел пограничников. Тело последнего погибшего, забитого местными жителями мотыгами, было обнаружено на окраине кишлака Афридж.

## Причины трагедии
Общей причиной трагедии принято считать неопытность офицеров и солдат, которые до этого дня не участвовали в боевых действиях. По свидетельству офицеров, обнаруживших тела убитых, большинство из них находилось на близком расстоянии друг от друга, что говорило об отсутствии головного дозора при выдвижении. Также, по мнению обследовавших место трагедии, большая часть убитых погибла в первые минуты боя.
По итогам официального расследования так и не был дан ответ, в чём заключалась потребность отправлять малочисленную группу Рослова в послеобеденное время, в условиях короткого светового дня (поздняя осень).

## Последствия трагедии
По итогам трагедии руководство Восточного пограничного округа собственными силами провело операцию «Возмездие», по уничтожению всех бандформирований в ущелье реки Зардев. По мнению участников событий, операция сопровождалась репрессиями против мужского местного населения и пленных боевиков и по сути являлась карательной акцией.
Боевые действия длились более трёх месяцев и закончились основанием относительно крупного гарнизона пограничников в кишлаке Ярим, неподалёку от места трагедии. Основу гарнизона составила десантно-штурмовая маневренная группа Восточного пограничного округа.